# Straßenbahn Worms
Die Straßenbahn Worms war das Straßenbahn-System der Stadt Worms. Zuständiges Verkehrsunternehmen war der kommunale Eigenbetrieb Städtische Straßenbahn Worms. Die Wormser nannten sie „Die Elektrisch“.

## Entstehung

Gleisplan 1906

Ab 1901 wurde untersucht, ob und wie eine elektrische Straßenbahn technisch angelegt und wirtschaftlich betrieben werden könnte. Ziel war dabei auch, die kurz zuvor eingemeindeten Vororte Neuhausen, Hochheim und Pfiffligheim besser zu integrieren. Für den Betrieb erhielt die Stadt die großherzogliche Konzession für 50 Jahre. Im März 1905 beschloss die Stadt den Bau und beauftragte die AEG als Generalunternehmer im Januar 1906 damit. Die AEG richtete auch Depot sowie Werkstatt ein und lieferte die Fahrzeuge. Gebaut wurde von Juli bis Dezember 1906. Spurweite war 1000 mm (Meterspur). Zur Einweihung lag die Länge der eingleisig mit Ausweichen angelegten Strecken bei 9,39 km. Personalschulungen begannen am 6. Dezember 1906, die landespolizeiliche Abnahme fand am 20. Dezember 1906 statt, der reguläre Betrieb wurde im Laufe des 21. Dezember 1906 aufgenommen. Schon im März 1907 gab es die ersten Umbauten, weil die Strecken um Ausweichen ergänzt werden mussten.

## Fahrzeuge
Zur Erstausstattung wurden 16 Triebwagen mit offenen Plattformen von den Fahrzeugwerkstätten Falkenried und AEG beschafft. Die Fahrzeuge waren 7,30 m lang, hatten einen Achsabstand von 1,70 m und eine Breite von 1,90 m. Die Triebwagen waren ursprünglich mit einem Lyra-Stromabnehmer ausgestattet. Die Leistung der beiden Motoren betrug je 24 PS bei 550 V=, eine Leistung von 2×17 kW. Es gab 16 Sitzplätze auf Längsbänken und 14 Stehplätze. Seitlich waren je vier Fenster, die beiden mittleren breiter, die beiden äußeren zum Herunterlassen, angeordnet. Zum Kuppeln diente die Trichterkupplung. Da für den normalen Betrieb 13 Triebwagen benötigt wurden, erschien die Betriebsreserve zu knapp und noch im November 1907 wurden drei baugleiche Triebwagen beschafft. Die Betriebsnummern waren 1–19. Ab 1914 wurden die Stirnseiten der Triebwagen verglast, ab etwa 1930 gab es Scherenstromabnehmer und ab 1936 wurden die Fahrzeuge weiter modernisiert.
Im Jahr 1917 wurden die Beiwagen 51–56 gebraucht beschafft und 1937 wieder ausgesondert. Die Fahrzeuge hatten je Seite fünf oben abgerundete Fenster und offene, auffallend eckige Plattformen. Die Beiwagen 50–53 wurden 1941 gebraucht von der Straßenbahn Mulhouse gekauft und bis 1952 ausgemustert. Diese Fahrzeuge waren mit 2,12 m breiter als die Triebwagen und hatten 18 Quersitze in der Anordnung 2+1.
Während des Zweiten Weltkriegs waren zeitweise vier Triebwagen an die Straßenbahn Mannheim/Ludwigshafen verliehen und dafür vier Beiwagen von der Straßenbahn Darmstadt (Baujahr 1897) im Einsatz.
Alle Fahrzeuge waren in einer viergleisigen Wagenhalle aus dem Jahr der Inbetriebnahme an der Bebelstraße untergebracht.
Zum 1. Januar 1955 waren bei der mittlerweile „Stadtwerke Worms – Straßenbahn“ genannten Gesellschaft 18 Triebwagen bei 10,7 km Streckenlänge und 10,2 km Linienlänge (unverändert eingleisig mit Ausweichen) vorhanden. Für den seit 11. Juli 1949 bestehenden Busbetrieb waren neun „Motorwagen“ vorhanden.

## Betrieb

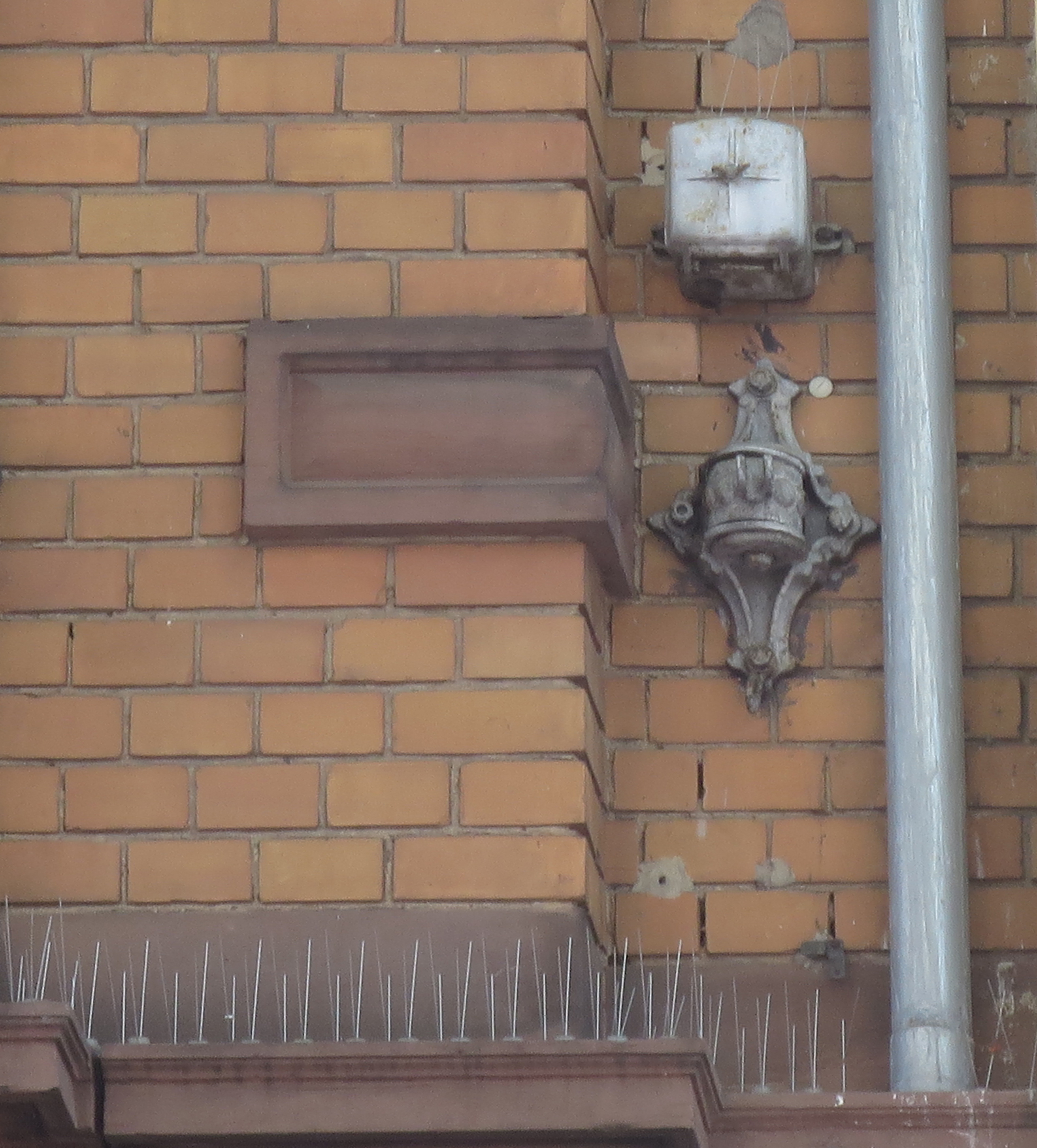
Oberleitungsrosette an der Wilhelm-Leuschner-Straße 24

Den Strom bezog die Straßenbahn vom städtischen Elektrizitätswerk.
Eine Besonderheit bei Betriebsbeginn war, dass er ohne Schaffner vorgesehen war und deshalb auf der Plattform der neu beschafften Triebwagen neben der Tür zum Wageninneren ein Zahlkasten mit einem Schild „Hier Fahrgeld einwerfen“ bzw. „Beim Einsteigen stets 10 Pfg. selbst einwerfen“ angebracht war. Wegen steigender Fahrgastzahlen war die Kontrolle nicht mehr gewährleistet und es wurden ab 1916 Schaffner eingestellt.
Mehrere Zählungen ergaben, dass die Wormser Straßenbahn im Durchschnitt 3700 mal täglich in Anspruch genommen wurde, was einer Gesamtzahl von 1,3 Millionen Beförderungen pro Jahr entsprach. Das Personal bestand aus 22 Wagenführern, vier Handwerkern, zwei Gleiswärtern, sechs „sonstigen“ Arbeitern, einem Angestellten im Büro, einem Werkmeister, einem Kontrolleur und einem Hilfskontrolleur.
Während des Ersten Weltkriegs wurde fast das gesamte Personal zum Kriegsdienst eingezogen. Um den Betrieb einigermaßen aufrechterhalten zu können, „wurde deshalb dazu übergegangen, Frauen in den Fahrdienst einzustellen. Diese zeigten sich überraschenderweise dem Straßenbahndienst fast durchgehend gewachsen und haben sich bestens bewährt“. Die Hyperinflation ließ das Fahrgastaufkommen drastisch sinken. Der Straßenbahn gelang es jedoch den von Einstellung bedrohten Fahrbetrieb – wenn auch in verringertem Umfang – aufrechtzuerhalten. 1925 war die Frequenz der Fahrten bereits höher als vor dem Ersten Weltkrieg und in den Spitzenverkehrszeiten fuhr die Straßenbahn im 7,5-Minuten-Takt.
Trotz einer relativ mäßigen Höchstgeschwindigkeit von 30 km/h kam es zu mehreren Verkehrsunfällen, unter anderem mit aufscheuenden Pferden oder mit Jugendlichen, die unvorsichtig versuchten, auf die bereits fahrende Bahn aufzuspringen.
Es verkehrten vier Linien:
- Linie I: vom Vorstadtbahnhof über den Markt nach Neuhausen
- Linie II: vom Barbarossaplatz über den Markt und die Alicenstraße nach Pfiffligheim
- Linie III: vom Barbarossaplatz über den Markt und den Hauptbahnhof nach Hochheim und ab 1948 bis Herrnsheim[9]
- Linie IV: vom Barbarossaplatz über den Markt zur Alicenstraße

Die Linienbezeichnung in römischen Ziffern war an den Fahrzeugen nicht angeschrieben, vielmehr dienten den Fahrgästen Kennfarben zur Unterscheidung, bei Dunkelheit in Form von Laternen. So war die Linie I zugleich die „grüne Linie“ und die Linie II die „rote Linie“.
Es bestanden Pläne für eine Ausdehnung des Streckennetzes etwa in Richtung Horchheim. Der Zweite Weltkrieg machte diese jedoch zunichte. Stattdessen forcierte man die Einrichtung von Omnibuslinien, die Straßenbahn wurde schließlich am 29. Januar 1956 stillgelegt, die Wagen verschrottet.

## Trivia
- Als eines der letzten Relikte der Wormser Straßenbahn war an der Fassade des Hauses Wilhelm-Leuschner-Straße 24 eine Oberleitungsrosette erhalten.
- Im Frühjahr 2020 flammte wieder die Diskussion auf, eine Straßenbahn bzw. Stadtbahn in Worms einzuführen.[10]